# Osetenovo, Stara Zagora
Osetenovo (în bulgară Осетеново) este un sat în comuna Pavel Banea, regiunea Stara Zagora,  Bulgaria. 

## Demografie
Componența etnică a satului Osetenovo
     Romi (2,3%)
     Turci (55,29%)
     Bulgari (38,26%)
     Nicio identificare (4,14%)
La recensământul din 2011, populația satului Osetenovo era de 1.304 locuitori. Din punct de vedere etnic, majoritatea locuitorilor (55,29%) erau turci, existând și minorități de bulgari (38,26%) și romi (2,3%). Pentru 4,14% din locuitori nu este cunoscută apartenența etnică.